# Yole Dérose
Yole Dérose,  de son vrai nom Yole Ledan, est une chanteuse haïtienne, née le 5 avril 1955 à Port-au-Prince.

## Biographie
Yole Derose naît à Port-au-Prince en 1955 dans une famille religieuse. Attirée par la musique, selon elle, ses parents, notamment son père, lui ont interdit de poursuivre une carrière de chanteuse. Par la suite, elle est envoyée au Québec, Canada, pour poursuivre ses études.
En octobre 1979, elle fait ses débuts lors du cinquième Festival International de la Chanson et de la Voix dont le siège est à Porto Rico avec la chanson Merci.Dans les années suivantes, elle retourne en Haïti, et donné un spectacle au Rex Théâtre.
L'une des plus célèbres de ses chansons est celle jouée en arrière-plan, tonton Nwèl (père noël), décrivant un Noël typique d'un enfant pauvre en Haïti. Bien qu'apolitique, elle ne manque jamais les occasions de critiquer les politiciens haïtiens, les blâmant pour la disparition d'Haïti.
Yole Derose présente son nouveau projet Eritaj, en mai 2022 un spectacle à portée historique , en mettant en scène dix des femmes de l'histoire haïtienne ayant contribué à la naissance de la nation indépendante d'aujourd'hui.
Le 21 mars 2015, elle est à l’honneur dans une soirée qui a eu lieu au Karibe Convention Center. Émeline Michel, Beethova Obas, Jean Coulanges, Manno Charlemagne, James Germain, Syto Cavé, Michel Martelly et Haïti Cœur de Femmes composent le line up. Pendant cette soirée Yole est une figure au panthéon des femmes qui ont marqué la musique haïtienne. En solo ou aux côtés de son époux Ansy Dérose, elle produit plusieurs chansons dont Merci, Yo gen lontan, Tounen, Tonton Nwèl Cheri ou La womann.

### Maladie
En 2018, on lui diagnostique un cancer de la moelle osseuse et elle lance un GoFundMe pour l'aider à payer les traitements. Elle quitte la musique et s'installe au Canada.